# Plebejus hokiensis
Plebejus hokiensis är en fjärilsart som beskrevs av Kobayashi 1932. Plebejus hokiensis ingår i släktet Plebejus och familjen juvelvingar. Inga underarter finns listade i Catalogue of Life.